# Ron Brown (friidrottare)
Ron Brown, född den 31 mars 1961 i Los Angeles i USA, är en amerikansk friidrottare inom kortdistanslöpning.
Han tog OS-guld på 4 x 100 meter vid friidrottstävlingarna 1984 i Los Angeles. 